# 1936年国家领导人列表
本列表列出1936年世界各国的最高领导人(国家元首、政府首脑及其他重要领导人)。

## 非洲
- 埃及王國((埃及名义上于虽为独立国，并在1936年8月缔结《英埃同盟条约》后摆脱保护国地位。但直至1952年埃及七月革命前，其仍为英国的卫星国。)
  - 君主 - 
    1. 福阿德一世,埃及苏丹,埃及国王（1917–1936）
    2. 法鲁克一世，埃及国王 （1936–1952）

  - 首相 -
    1. 穆罕默德·陶菲克·纳西姆帕夏（英语：Mohamed Tawfik Naseem Pasha）， 埃及总理 （1920–1921,1922–1923,1934–1936）
    2. 阿里·马希尔帕夏， 埃及总理 （1936,1939-1940,1952）
    3. 穆斯塔法·纳哈斯， 埃及总理 （1928,1930,1936-1937,1942-1944,1950-1952）

  - 英国驻埃及和苏丹大使-蓝浦生(1934-1946)(英国透过大使，控制埃及的外交、内政。)
- 埃塞俄比亚帝国（1936年5月后，埃塞俄比亚被意大利完全兼并。）
  - 君主 - 
    1. 海尔·塞拉西一世， 埃塞俄比亚皇帝 （1930–1974）

  - 首相 - 
    1. 海尔·塞拉西一世， 埃塞俄比亚总理 （1927–1936）
    2. 沃尔德·柴迪克(Wolde Tzaddik)，埃塞俄比亚总理 （1936–1942）
- 利比里亚
  - 总统 - 埃德温·巴克利， 利比里亚总统 （1930–1944）
- 南非聯邦(英国的自治领)
  - 君主 - 参见本词条英国国王部分
  - 总督 -第六代克拉伦登伯爵，乔治·维利尔斯（英语：George_Villiers,_6th_Earl_of_Clarendon） ， 南非總督 （1931–1937）
  - 總理 -巴里·赫尔佐格， 南非总理 （1924–1939）
- 摩洛哥(法国的保护国)
  - 君主-穆罕默德五世 (1927-1953，1955-1961)
  - 法国驻摩洛哥将军-
    1. 亨利·庞索（英语：Henri_Ponsot）(1933-1936)
    2. 马塞尔·佩鲁顿（英语：Marcel_Peyrouton）(1936)
    3. 夏尔·诺盖斯（英语：Charles Noguès）(1936-1943)
- 奥萨苏丹国(在成为意属东非的一部分之前为意大利的保护国)
  - 君主-穆罕默德.亚约(Mahammad Yayyo),奥萨苏丹(1927-1936)
- (英国的保护国)
  - 君主-哈利法·本·哈魯布(1911-1960)

## 大洋洲
- (英国的自治领)
  - 君主-参见本词条英国国王部分
  - 总督-
    1. 艾萨克·艾萨克斯爵士，澳大利亚总督（1931–1936）
    2. 第一代高里伯爵亚历山大·霍尔-里文，澳大利亚总督（1936–1945）

  - 总理-约瑟夫·莱昂斯，澳大利亞總理（1932–1939）
- 新西兰(英国的自治领)
  - 君主-参见本词条英国国王部分
  - 总督-乔治·蒙克顿-阿伦德尔，第八代戈尔韦子爵（英语：George_Monckton-Arundell,_8._Viscount_Galway），新西兰总督（1935–1941）
  - 首相-迈克尔·约瑟夫·萨瓦奇，新西兰总理（1935–1940）
- (英国保护国)
  - 国王-萨洛特·图普三世(1918-1965)
  - 首相-维利亚米·汤吉·迈里菲赫（英语：Viliami Tungī Mailefihi）(1923-1941)
  - 英国驻汤加大使-詹姆斯.斯科特.尼尔(James Scott Neill)(1926-1937)

## 南美
- 阿根廷
  - 总统-阿古斯丁·佩德罗·胡斯托，阿根廷总统（1932–1938）
- 玻利维亚
  - 总统-
    1. 何塞·路易斯·特哈达·索尔萨诺，玻利维亚总统（1934–1936）
    2. 赫尔曼·布施，军政府主席（后任玻利维亚总统）（1936，1937-1939）
    3. 戴维·托罗（英语：David_Toro），玻利维亚总统（1936–1937）

- 巴西（英语：Brazilian Second Republic）
  - 总统-热图利奥·瓦加斯，巴西总统（1930-1945,1951-1954）
- 智利
  - 总统-阿图罗·亚历山德里,智利总统（1920-1924，1925，1932-1938）
- 哥伦比亚
  - 总统-阿方索·洛佩斯·普马雷霍，哥伦比亚总统（1934–1938, 1942–1945）
- - 总统-费德里科·派斯（英语：Federico_Páez），厄瓜多尔最高元首（1935–1937）
- 巴拉圭
  - 总统-
    1. 尤塞比奥·阿亚拉，巴拉圭总统（1921-1923，1932-1936）
    2. 拉斐尔·佛朗哥，巴拉圭总统（1936-1937）
- 秘魯
  - 总统-奥斯卡·贝纳维德斯，秘鲁总统（1914-1915，1933-1939）
  - 总理-
    1. 曼努埃尔·埃斯特班·罗德里格斯（西班牙语：Manuel_E._Rodríguez），秘鲁总理（1935-1936）
    2. 埃内斯托·马克霍尔斯（英语：Ernesto Montagne Markholz），秘鲁总理（1936-1939）
- 乌拉圭
  - 总统-加布里埃尔·特拉，烏拉圭總統（1931–1938）
- 委内瑞拉
  - 总统-埃莱亚萨尔·洛佩斯·康特雷拉斯，委内瑞拉总统（1935–1941）

## 北美
- 纽芬兰自治领(名义上仍为自治领，实际上在1934年后被英国终止其自治领地位，转变为事实上的英国属地)
  - 君主-参见本词条英国国王部分
  - 总督-
    1. 大卫·默里·安德森（英语：David_Murray_Anderson），纽芬兰总督（1932–1936）
    2. 汉弗莱·沃尔温（英语：Humphrey Walwyn），纽芬兰总督（1936–1946）

  - 政府委员会主席：由纽芬兰总督兼任(纽芬兰丧失自治领地位后，其自治领总理职能由政府委员会摄行)
- 加拿大(英国的自治领)
  - 君主-参见本词条英国国王部分
  - 总督-约翰·布肯，加拿大總督（1935–1940）
  - 首相-威廉·莱昂·麦肯齐·金，加拿大總理（1921-1926,1926-1930,1935–1948）
- - 总统-
    1. 里卡多·希门尼斯·奥雷亚穆诺，哥斯达黎加总统（1910-1914,1924-1928,1932-1936）
    2. 莱昂·科尔特斯·卡斯特罗，哥斯达黎加总统（1936–1940）
- 古巴
  - 总统-
    1. 何塞·阿格里皮诺·巴尔内特（英语：José Agripino Barnet），临时古巴总统（1935–1936）
    2. 米格尔·马里亚诺·戈麦斯，古巴总统（1936）
    3. 费德里科·拉雷多·布鲁，古巴总统（1936-1940）
- - (实际最高领导人)-拉斐尔·特鲁希略（1930–1961）
  - 总统-拉斐尔·特鲁希略，多米尼加共和国总统（1930-1938，1942–1952）
- 薩爾瓦多
  - 总统-马克西米利亚诺·埃尔南德斯·马丁内斯（代1931-1934，1935-1944）
- - 总统-豪尔赫·乌维科，危地马拉总统（1931–1944）
- 海地
  - 总统-斯泰尼奥·樊尚，海地总统（1930–1941）
- - 总统-蒂武西奥·卡里亚斯·安迪诺，洪都拉斯总统（1933–1949）
- 墨西哥
  - 总统-拉萨罗·卡德纳斯，墨西哥总统（1934–1940）
- 尼加拉瓜
  - 总统-
    1. 胡安·鲍蒂斯塔·萨卡萨，尼加拉瓜总统（1933–1936）
    2. 卡洛斯·阿尔韦托·布雷内斯·哈尔金（英语：Carlos Alberto Brenes），代理尼加拉瓜总统（1936–1937）
- 巴拿马
  - 总统-
    1. 哈莫迪奥·阿里亚斯·马德里德（英语：Harmodio Arias Madrid），巴拿马总统（1931，1932-1936）
    2. 胡安·德莫斯特内斯·阿罗塞梅那（英语：Domingo Díaz Arosemena），巴拿马总统（1936–1939）
- 美国
  - 总统-富兰克林·德拉诺·罗斯福，美国总统（1933–1945）

## 亚洲
- 中华苏维埃共和国(未受国际普遍承认的地方割据政权)
  - 党中央书记-张闻天(1935-1943)
  - 国家元首-毛泽东,中央执行委员会主席,（1931-1937）
  - 政府首脑-博古(1935-1937)
- 中华苏维埃共和国西北联邦(未受国际普遍承认的地方割据政权)
  - 党中央书记-张国焘(1935-1936)
  - 主席-邵式平(1935-1936)
- 不丹(英国的保护国)
  - 君主 - 吉格梅·旺楚克， 不丹国王（英语：List of rulers of Bhutan） （1926–1952）
  - 首相 - 索南·托杰·多吉， 不丹首席部长（英语：Prime minister of Bhutan） （1917–1952）
  - 駐錫金政務官 - 巴兹尔·古德(1913-1914，1935-1937，1937-1945)(駐錫金政務官同时也负责不丹和西藏的事务)
- 中華民國
  - (实际最高领导人)-蒋介石（1926-1975）
  - 国民政府主席 - 林森， 中華民國國家元首 （1931–1943）
  - 总理 -蒋介石， 行政院院長 （1930-1931，1935-1938，1939-1945）
- 英属印度(英国殖民框架下的特殊政治实体)
  - 君主 - 参见本词条英国国王部分
  - 总督 -
    1. 第一代威灵东侯爵费尔曼·费尔曼-托马斯， 印度总督 （1931–1936）
    2. 第二代林利思戈侯爵维克托·霍普， 印度总督 （1936–1943）

  - 印度事务大臣 -第二代泽特兰侯爵劳伦斯·邓达斯（英语：Lawrence_Dundas,_2nd_Marquess_of_Zetland）(1935–1940）(负责统率印度事务部，指导英属印度政务。此外印度总督在有关英属印度的大政方针上还需接受印度事务大臣指导。)
- 日本
  - 君主 - 昭和天皇， 天皇 （1926–1989）
  - 首相 -
    1. 冈田启介，日本內閣總理大臣（1934–1936）
    2. 广田弘毅，日本內閣總理大臣（1936–1937）
- 滿洲國(日本的傀儡政权)
  - 君主 - 溥仪， 满洲国执政，皇帝 （1932–1945）
  - 国务总理大臣 -张景惠，国务总理大臣（1935–1945）
  - 关东军总司令(实际最高领导人，一般兼关东州厅长官和日本驻满洲国大使职位)-
    1. 南次郎(1934-1936)
    2. 植田谦吉(1936-1939)
- 尼泊爾
  - 君主-特里布万，尼泊尔国王（1911-1950,1951-1955）
  - 首相-朱达·苏姆谢尔·忠格·巴哈杜尔·拉纳(1932-1945)
- 泰國
  - 君主-阿南塔玛希敦，泰国国王（1935–1946）
  - 摄政-(由三人摄政会议主持,具体情况见摄政 (泰国))
    - 阿提贴·阿帕王子（1935-1944）
    - 潘·素坤(1935-1938)
    - 温·因颂裕廷(1935-1942)(接替奥斯卡王子)
    - 奥斯卡王子,阿努瓦达纳亲王(1935-1936)

  - 首相-披耶帕凤·丰派育哈色纳，泰国首相（1933–1938）
- 蒙古(苏联的保护国)
  - 党中央书记-
    1. 哈斯奥齐尔·鲁布桑道尔吉，蒙古人民黨（1934–1936）
    2. 班扎尔扎布·巴桑扎布，蒙古人民黨（1936–1940）

  - 国家元首-
    1. 阿南德·阿玛尔，蒙古国总统（1932–1936）
    2. 丹斯兰比勒格·道格松，蒙古国总统（1936–1939）

  - 总理-
    1. 博勒吉德·根登，蒙古總理（1932–1936）
    2. 阿南德·阿玛尔，蒙古總理（1928-1930，1936-1939）
- 阿富汗
  - 君主 - 穆罕默德·查希尔沙， 阿富汗总统 （1933–1973）
  - 首相 - 穆罕默德·哈西姆·汗， 阿富汗总理 （1929–1946）
- 沙烏地阿拉伯
  - 君主-阿卜杜勒-阿齐兹·本·阿卜杜拉赫曼·本·费萨尔·阿勒沙特，沙特阿拉伯国王（1902–1953）
- 外约旦(英国的保护国)
  - 君主-阿卜杜拉一世，约旦君主（1921–1951）
  - 首相-易卜拉欣·哈希姆，约旦首相（1933-1938，1946-1947，1955-1956,1956，1957-1958）
- 葉門穆塔瓦基利亞王國
  - 君主-叶海亚·穆罕默德·哈米德丁，也门伊玛目（英语：List of monarchs of Yemen）（1904–1948）
- 马斯喀特和阿曼苏丹国（英国的保护国）
  - 君主-赛义德·本·泰穆尔，阿曼苏丹（1932–1970）
  - 英国驻阿曼代表-拉尔夫·庞森比·沃茨（Ralph Ponsonby Watts）（1935-1939）
- 土耳其
  - 总统-穆斯塔法·凯末尔·阿塔图尔克，土耳其总统（1923–1938）
  - 总理-伊斯麦特·伊诺努，土耳其总理（1923-1924，1925-1937，1961-1965）
- 伊拉克
  - 君主 - 加齐·伊本·费萨尔， 伊拉克国王 （1933–1939）
  - 首相 -
    1. 亚辛·哈希米（英语：Yasin_al-Hashimi）， 伊拉克总理 （1924-1925,1935-1936）
    2. 希克马特·苏莱曼（英语：Hikmat_Sulayman）， 伊拉克总理 （1936–1937）
- 巴列维王朝
  - 君主 - 礼萨汗， 伊朗沙阿 （1925–1941）
  - 首相 -马哈茂德·贾姆， 伊朗總理 （1935–1939）
- 西藏(未受国际普遍承认的地方割据政权)
  - 达赖 - (空缺)
  - 班禅 - 曲吉尼玛(1888-1937）
  - 摄政 - 热振·图旦绛白益西丹巴坚赞， 西藏摄政 （1934–1941）
  - 噶伦赤巴-朗顿·贡嘎旺秋(1926-1940)
- 巴林(英国的保护国)
  - 君主-哈马德·本·伊萨·阿勒哈利法 (1932-1942)
- (英国的保护国)
  - 君主-阿哈默德·達祖丁（英语：Ahmad Tajuddin） (1924-1950)
- 阮朝(安南保护国)
  - 君主-保大帝(1926-1945)
- 砂拉越
  - 君主-查尔斯.维纳.布鲁克（英语：Charles Vyner Brooke） (1917-1946)
- 柬埔寨
  - 君主-西索瓦·莫尼旺(1927-1941)
- 图瓦人民共和国(苏联的保护国)
  - 党中央书记-萨尔察克·托卡(1932-1944)
  - 国家元首-
    1. 楚栋·罗布萨科维（1929年－1936年）
    2. 阿戴哥-图鲁什·喀木奇克-奥尔（1936年－1938年）

  - 政府首脑-
    1. 阿迪哥-图鲁什·喀木奇克-奥尔（1929年－1936年）
    2. 萨特·楚密特-达吉（俄语：Чурмит-Дажы,_Сат）（1936年－1938年）
- 錫金王國（英国的保护国）
  - 君主-塔希·纳姆加尔(1914-1963)
  - 駐錫金政務官 - 巴兹尔·古德(1913-1914，1935-1937，1937-1945)
- 科威特
  - 君主-艾哈迈德·贾比尔·萨巴赫 (1921-1950)
- 法屬老撾
  - 銮佛邦国王-西萨旺·冯(1904-1945)
- 冀东防共自治政府（日本的傀儡政权）
  - 政务长官-殷汝耕(1935-1937)
- 察东特别自治区（日本的傀儡政权）
  - 行政长官-李守信(1933-1936)
- 蒙古军政府(日本的傀儡政权）
  - 主席-云端旺楚克(1936-1937）
  - 总裁-德穆楚克栋鲁普(1936-1937)
- 新疆省 (盛世才)(未受国际普遍承认的地方割据政权)
  - 边防督办-盛世才(1933-1944）
- 东干斯坦(未受国际普遍承认的地方割据政权)
  - 实际最高领导人-马虎山,中央陆军新编第三十六师师长(1934-1937）
- (英国的保护国)
  - 君主-阿卜杜拉·本·贾希姆·阿勒萨尼 (1913-1949)
- 菲律賓自治邦(美国的联系国)
  - 总统-曼努埃爾·奎松(1935-1944)
  - 菲律宾高级专员-
    1. 弗兰克·墨菲,菲律宾总督,后改为菲律宾高级专员（1933-1936）
    2. 詹姆斯·韦尔登·琼斯（英语：J. Weldon Jones）（代理）（1936-1937）

## 欧洲
- 英国
  - 英国国王-
    1. 乔治五世，英国君主（1910–1936）[1]
    2. 爱德华八世，英国君主(1936)[2]
    3. 乔治六世，英国君主（1936–1952）[3]

  - 首相-斯坦利·鲍德温，英国首相（1923-1924，1924-1929，1935-1937）
- 阿尔巴尼亚
  - 君主-索古一世,阿尔巴尼亚国王(1928–1939)[4]
  - 首相-
    1. 梅赫迪·贝伊·弗拉舍里（英语：Mehdi_Bej_Frashëri）（1935–1936）
    2. 科斯塔克·科塔（英语：Kostaq Kotta）（1928-1930，1936-1939）
- 安道尔
  - 君主-
    - 法方亲王-阿尔贝·勒布伦，安道爾大公（1932–1940）
    - 教方亲王-胡斯蒂.吉塔特.比拉德沃（英语：Justí Guitart i Vilardebó），安道爾大公（1920–1940）

  - 安道尔总委员会总理事-弗兰塞斯克.莫尔内.罗热（1936–1937）
- 比利时
  - 君主-利奥波德三世，比利时君主（1934–1951）
  - 首相-保罗·范泽兰,比利时首相(1935-1937)
- 保加利亞王國
  - 君主-鲍里斯三世，保加利亚沙皇（1918–1943）
  - 首相-格奥尔基·乔塞瓦诺夫（英语：Georgi Kyoseivanov）,保加利亚首相(1935-1940)
- 丹麦
  - 君主-克里斯蒂安十世，丹麦国王（1912–1947）
  - 首相-索瓦尔德·斯陶宁，丹麦首相（1924-1926，1929-1942）
- 納粹德國
  - 元首-阿道夫·希特勒(1934-1945)
  - 总理-阿道夫·希特勒(1933-1945)
- 爱沙尼亚
  - 总统-康斯坦丁·佩茨,爱沙尼亚国家元首(1921-1922,1923-1924,1931-1932,1932-1933,1933-1940)
  - 总理-康斯坦丁·佩茨(1918-1919，1934-1937)
- 芬兰
  - 总统-佩尔·埃温德·斯温胡武德，芬兰总统（1946–1956）
  - 总理-
    1. 托伊沃·米卡埃尔·基维迈基（英语：Toivo Mikael Kivimäki），芬兰总理（1932–1936）
    2. 屈厄斯蒂·卡利奥，芬兰总理（1922-1924,1925-1926,1929-1930,1936-1937）
- 法國
  - 总统-阿尔贝·勒布伦，法国总统（1932–1940）
  - 首相-
    1. 皮埃尔·赖伐尔，法国总理（1931-1932,1935-1936,1942-1944）
    2. 阿尔贝·萨罗，法国总理（1933,1936）
    3. 莱昂·布鲁姆，法国总理（1936-1937,1938,1946-1947）
- 希臘王國
  -     - 君主-乔治二世 ，希腊国王（1922-1924,1935-1947）
    - 首相-

    1. 康斯坦蒂诺斯·德米列切斯(1935-1936)
    2. 扬尼斯·梅塔克萨斯(1936-1941)
- 愛爾蘭
  - 君主-参见英国君主部分
  - 总督-多姆纳尔.阿.布阿哈拉（英语：Domhnall Ua Buachalla），爱尔兰自由邦总督（1932–1936）
  - 总理-埃蒙·德·瓦莱拉，爱尔兰总理（1932-1948,1951-1954,1957-1959）
- 義大利王國
  - 君主-维托里奥·埃马努埃莱三世，意大利国王(1900-1946)
  - 首相-贝尼托·墨索里尼(1922-1943)
- 南斯拉夫王國
  - 君主-彼得二世，南斯拉夫国王(1934-1945)
  - 摄政-保罗亲王(1934-1941)
  - 首相-米兰·斯托亚迪诺维奇(1935-1939)
- 梵蒂冈
  - 君主-庇护十一世，教宗（1922–1939）
  - 圣座国务卿-尤金·派契利（1930–1939）
  - 执政官-卡米洛·塞拉菲尼（英语：Camillo Serafini）侯爵，梵蒂冈城执政官（英语：Governor of Vatican City）(1929-1952)
- 匈牙利王國
  - 摄政-霍尔蒂·米克洛什（1920–1944）
  - 首相-
    1. 根伯什·久洛（1932–1936）
    2. 达拉尼·卡尔曼（1936–1938）
- 捷克斯洛伐克
  - 总统-爱德华·贝奈斯，捷克斯洛伐克总统（1935-1938,1945-1948）
  - 总理-米兰·霍查，捷克斯洛伐克总理（1935–1938）
- 苏联
  - 党主席-约瑟夫·维萨里奥诺维奇·斯大林，苏共中央总书记（1922–1953）
  - 国家元首-米哈伊尔·加里宁，苏联国家元首（1922–1946）
  - 总理-维亚切斯拉夫·莫洛托夫，苏联人民委员会主席（1930–1941）
- 西班牙第二共和国
  - 总统-
    1. 尼塞托·阿尔卡拉-萨莫拉(1931-1936)
    2. 迭戈·马丁内斯·巴里奥(1936)
    3. 曼努埃尔·阿萨尼亚(1936-1939)

  - 总理-
    1. 曼努埃尔·波特拉·巴利亚达雷斯(1935-1936)
    2. 曼努埃尔·阿萨尼亚(1936)
    3. 奥古斯托·巴尔西亚·特雷列斯（英语：Augusto Barcía Trelles）(1936)
    4. 圣地亚哥·卡萨雷斯·基罗加(1936)
    5. 迭戈·马丁内斯·巴里奥(1933,1936)
    6. 何塞·吉拉尔·佩雷拉（英语：José Giral）(1936)
    7. 弗朗西斯科·拉尔戈·卡巴列罗(1936-1937)
- 西班牙國
  - 国家元首-
    1. 米格尔·卡巴内拉斯·费雷尔（英语：Miguel_Cabanellas）,国防委员会主席,(1936)
    2. 弗朗西斯科·佛朗哥,考迪罗,(1936-1975)

  - 政府首脑-
    1. 米格尔·卡巴内拉斯·费雷尔（英语：Miguel_Cabanellas）,国防委员会主席,(1936)
    2. 菲德尔·达维拉·阿隆多（英语：Fidel_Dávila_Arrondo）,国家技术委员会主席,(1936-1937)
- 瑞士
  - 瑞士聯邦委員會委员:
朱塞佩·莫塔(1911-1940),马塞尔·皮莱-戈拉(1928-1944),阿尔伯特·迈耶（英语：Albert_Meyer）（1929–1938，瑞士聯邦總統），鲁道夫.明格（英语：Rudolf_Minger）（1929–1940），菲利普·埃特（1934–1959）,约翰内斯.鲍曼（英语：Johannes_Baumann）（1934–1940），赫尔曼.奥布雷希特（英语：Hermann_Obrecht）（1935–1940）
- 瑞典
  - 君主-古斯塔夫五世，瑞典国王（1907–1950）
  - 首相-
    1. 佩尔·阿尔宾·汉森，瑞典首相（1932-1936,1936-1946）
    2. 阿克瑟尔·皮尔森-布拉姆斯托尔普（英语：Axel Pehrsson-Bramstorp），瑞典首相（1936）
- 罗马尼亚王国
  - 君主-卡罗尔二世(1930-1940)
  - 首相-格奥尔基·特特雷斯库(1934-1937,1939-1940)
- 葡萄牙
  - 总统-安東尼奧·奧斯卡·德·弗拉戈索·卡爾莫納，葡萄牙总统（1926–1951）
  - 总理-安東尼奧·德·奧利維拉·薩拉查，葡萄牙部长会议总统（1932–1968）
- 波蘭第二共和國
  - 总统-伊格纳齐·莫希奇茨基，波兰总统（1926–1939）
  - 总理-
    1. 马里安·曾德拉姆-科希恰乌科夫斯基（英语：Marian Zyndram-Kościałkowski），波兰总理（1935–1936）
    2. 费利齐安·斯瓦沃伊·斯克瓦德科夫斯基(1936-1939)
- 奥地利
  - 总统-威廉·米克拉斯，奥地利总统（1928–1938）
  - 总理-库尔特·舒施尼格，奥地利总理（1934–1938）
- 挪威
  - 君主-哈康七世，挪威国王（1905–1957）
  - 首相-约翰·尼高斯沃尔，挪威首相（1935–1945）
- 荷蘭
  - 君主-威廉明娜，荷兰女王（1890–1948）
  - 首相-亨德里克斯·科莱恩，荷兰首相（1925-1926,1933-1939）
- 摩納哥
  - 君主-路易二世，摩纳哥亲王（1922–1949）
  - 政府首脑-莫里斯·布尤-拉丰（英语：Maurice Bouilloux-Lafont），摩纳哥国务大臣（1932–1937）
- 盧森堡
  - 君主-夏洛特，卢森堡大公（1919–1964）
  - 首相-约瑟夫·贝希，卢森堡政府总裁（1926-1937，1953-1958）
- 立陶宛
  - 总统-安塔纳斯·斯梅托纳(1918-1920,1926-1940)
  - 总理-约扎斯·图贝利斯(1929-1938)
- 列支敦斯登
  - 君主-弗朗茨一世，列支敦士登亲王（1929–1938）
  - 首相-约瑟夫.霍普（英语：Josef_Hoop），列支敦斯登首相（1928–1945）
- 拉脫維亞
  - 总统-
    1. 阿尔贝茨·克维埃西斯(1930-1936)
    2. 卡尔利斯·乌尔马尼斯(1936-1940)

  - 总理-卡尔利斯·乌尔马尼斯(1918-1921,1925-1926,1931,1934-1940)
- 冰島
  - 君主-克里斯蒂安十世，丹麦国王（1912–1947）
  - 首相-赫尔曼·约纳松（英语：Hermann Jónasson）,冰岛总理,（1934-1942,,1956-1958）
- 圣马力诺
  - 执政官-
    1. 蓬佩奥·里吉(Pompeo Righi)和 马里诺·莫里(Marino Morri）, 圣马力诺执政官（1935-1936）
    2. 吉诺·戈齐(Gino Gozi)和 鲁杰罗·莫里(Ruggero Morri)，圣马力诺执政官（1936）
    3. 弗朗切斯科·莫里(Francesco Morri) 和吉诺·切科利(Gino Ceccoli),圣马力诺执政官（1936–1937）

  - 外交部长(由于圣马力诺政府没有总理,其外交部长通常被视为圣马力诺的政府首脑)--朱利亚诺·戈齐(1918-1943)
- 但泽自由市(受国际联盟保护，波兰部分管治的半自主城邦)
  - 国际联盟高级专员-西恩·雷斯特(1934-1937)
  - 参议院主席（事实上的但泽政府领导人）-亚瑟·格雷泽（英语：Arthur_Greiser）(1934-1939）